# Обсада на Шумен (1828)
Обсадата на Шумен по време на Руско-турската война от 1828 – 1829 година е опит за овладяване на града, завършил с тактически неуспех и тежки загуби на руската армия.

## Ход на военните действия
След прекосяването на Дунав в края на май 1828 година и овладяването на Добруджа руският главнокомандващ фелдмаршал Витгенщайн насочва главните си сили (35 000 бойци) срещу Шумен. Защитен от непристъпни височини и двойна линия укрепления, градът е удобна база за отбрана на Предбалкана и проходите към Тракия и Цариград. В него се съсредоточават значителни турски сили (40 000 бойци) начело с Хюсеин паша.
Уверен, че войските му ще се справят със зле обучената турска армия, Витгенщайн се стреми да я предизвика и разбие на открито поле, така че да ускори развръзката от войната. Отказът на Хюсеин паша да изведе силите си от укрепленията принуждава руснаците да пристъпят към блокада на Шуменската крепост. От 8 юли насетне те изграждат линия от редути от източната ѝ страна между селата Стража и Мараш, а през следващите седмици се заемат да прекъснат съобщенията ѝ. На 15 юли руските войски превземат турското укрепление над село Стража, контролиращо пътя за Разград. Опитът им да установят контрол и върху пътя за Осман пазар завършва на 3 август с тежко поражение на руския отряд, изпратен за целта до село Кьотеш.
Междувременно в основния лагер избухва епидемия от тиф, с която руските санитарни части са неспособни да се справят, а нападенията на османската конница в тила изострят недостига на храни и фураж. Въпреки това, Витгенщайн продължава блокадата, за да подсигури руските действия срещу Варна. В сражения на 15 и 27 август турските атаки са отбити. Обсадата е вдигната на 3 октомври – четири дни след падането на варненската крепост.